# مرز (مجموعه تلویزیونی لهستانی)
مرز (لهستانی: Wataha) یک مجموعهٔ تلویزیونی جنایی لهستانی است که در سال ۲۰۱۴ منتشر شد.

## گزیدهٔ بازیگران
- لشک لیخوتا
- الکساندرا پولووفسکا
- آندژی ژیلینسکی
- بارتوئومیئی توپا
- ماگدالنا پوپوافسکا
- یاروسواف بوبرک
- یاتسک کومان
- گژگوش دامینتسکی
- ماتیلدا دامینتسکا
- ماریان جنجل
- ورونیکا خومای
- یولیا گرنت-اسکات
- آگنیشکا سوخورا
- آدام بوبیک
- آدام تورچیک
- آنیتا یانچا
- والدمار چیشاک
- کاتاژینا اسکارژانکا
- آندژی کونوپکا
- یاتسک لنارتوویچ
- پیوتر ژورافسکی
- ماریوش سانیترنیک
- آرتور یانوشاک
- وویچیخ چروینسکی
- ماچئی میکووایچیک
- ماوگوژاتا هایفسکا-کشیشتوفیک
- روبرت وابیخ
- داگمارا بونک

## قسمت‌ها
| فصل | قسمت‌ها | قسمت‌ها | تاریخ اصلی روی آنتن رفتن | تاریخ اصلی روی آنتن رفتن |
| فصل | قسمت‌ها | قسمت‌ها | اولین بار                | آخرین بار                |
| --- | ------ | ------ | ------------------------ | ------------------------ |
| ۱   | ۶      | ۶      | ۱۲ اکتبر ۲۰۱۴            | ۱۶ نوامبر ۲۰۱۴           |
| ۲   | ۶      | ۶      | ۱۵ اکتبر ۲۰۱۷            | ۱۹ نوامبر ۲۰۱۷           |
| ۳   | ۶      | ۶      | ۶ دسامبر ۲۰۱۹            | ۱۰ ژانویه ۲۰۲۰           |